# Берестна
Берестна — село в Хвастовичском районе Калужской области Российской Федерации. В составе сельского поселения «Село Колодяссы».

## История
В 1699 году прихожанами была построена деревянная церковь с колокольней, которая была покрыта железом и окрашена медянкой.
В 1782 году при описании Калужского наместничества село принадлежало Якову Александровичу Брюсу. В 28 дворах проживало 124 души мужского и 125 женского пола. Село находилось по обе стороны речки Чёрная Бересна. Так же в селе была деревянная церковь Архистратига Михаила, на речке Ловать две мучные мельницы о двух поставах.
В 1859 году село значилось владельческим в 38 верстах от уездного города Жиздры по Волховскому тракту. Во дворах проживало 447 душ мужского и 458 женского пола.
В 1893 году в селе началось строительство каменной церкви силами прихожан на деньги благотворителей. Строительство было окончено в 1897 году. Вокруг церкви была устроена каменная ограда. Церкви принадлежало каменное здание церковно-приходской школы и деревянная сторожка. Освящение церкви состоялось 19 октября 1903 года.

## Население
| 2002 | 2010 |
| ---- | ---- |
| 28   | ↘6   |